# تودوس
تودوس (ارمنی: Թոդոսակ; انگلیسی: Todos) معمار سده ۷ام میلادی اهل ارمنستان که مجموعه‌ای از کلیساها را در ارمنستان و گرجستان بنا نهاده است. دربارهٔ زندگی تودوس اطلاعات چندانی در دسترس نیست. برخی از مهم ترین کلیساهای ساخته شده توسط تودوس احتمالاً بین سال‌های ۶۰۵ تا ۶۴۲ توسط در ارمنستان و گرجستان ساخته شده اند.

## کلیساها
- کلیسای سیونی آرتنی (در بین سال‌های ۵۸۸ تا ۵۹۷ ساخته شده)[۱][۲]
- کلیسای کاتوغیک تسیراناور آوان (احتمالاً بین سال‌های ۶۰۵ تا ۶۴۲ توسط تودوس ساخته شده باشد)[۳]
- صومعه جواری — احتمالاً بین سال‌های ۶۰۵ تا ۶۴۲ توسط تودوس ساخته شده باشد[۳]